# 刘静言
刘静言（1937年—），女，湖南攸县人，中国共产党党员，中国作家协会会员，西班牙文学翻译家。丈夫是外交官黃志良。

## 生平
1937年生于湖南攸县上坪，在家乡读完小学后，随兄刘克进京。刘克后来成为了解放军少将。而她则于1959年毕业于北京外国语学院西班牙语系，后进入外交部。曾在美洲多国使馆工作。1964年开始发表作品。1999年加入中国作家协会。

## 主要作品
- 黄志良; 刘静言. . 江苏人民出版社. 1996年12月. ISBN 9787214018106.
- 刘静言. . 长春出版社. 1999年2月. ISBN 9787806047651.
- 刘静言. . 世界知识出版社. 2011年1月. ISBN 9787501240043.
- 刘静言. . 外交纪实小说. 五洲传播出版社. 2017年1月. ISBN 9787508535739.

译著
- [危地马拉] 米格尔·安赫尔·阿斯图里亚斯. . 由黄志良/刘静言翻译. 上海译文出版社. 2013年12月.